# Iglesia de la Misericordia (Sevilla)
La iglesia de la Misericordia de Sevilla es un templo católico que se encuentra situado en el interior del Casco Antiguo de la ciudad.

## Historia
Esta iglesia forma parte del antiguo Hospital de las Misericordias, cuya fundación tuvo lugar en el año 1487 a partir de una hermandad entre cuyas funciones estaba la de obtener recursos para casar doncellas y desamparadas. 
La hermandad estuvo instalada en su origen en la calle Beatos, dentro de la collación de Santa Marina, aunque se trasladaría más adelante a la de San Andrés, al conseguir a finales del siglo XVI las escrituras de algunas casas. De una de las casas de aquella centuria aún se conservan algunos restos en la zona del patio interior, y en uno de sus frentes se encontraba una pintura del Juicio Final, realizada por el pintor Luis de Vargas. 

## Iglesia

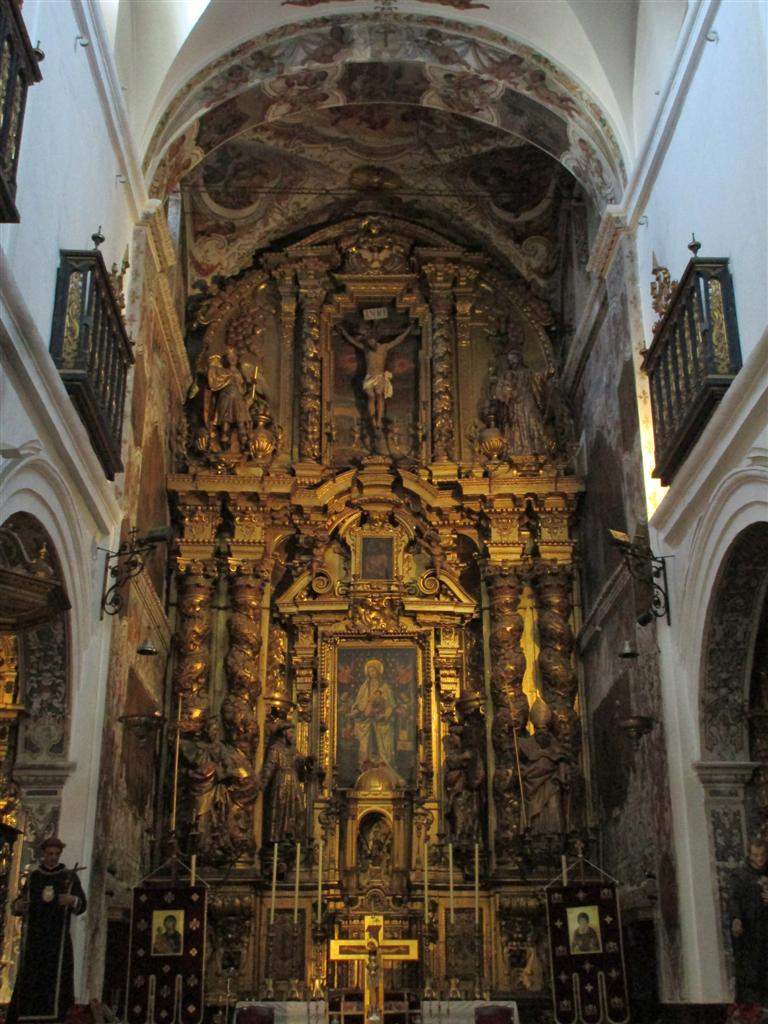
Retablo mayor de la iglesia, obra barroca de Bernardo Simón de Pineda de 1668.

De aquel conjunto destaca su iglesia, que fue realizada en la segunda mitad del siglo XVII. 
Se trata de una iglesia columnaria de planta rectangular con cabecera plana que se organiza a partir de tres naves que se presentan separadas por arcos de medio punto que se apoyan sobre columnas de orden toscanas talladas en mármol blanco. 

### Interior
Cuenta en su interior con muy buenos retablos, entre los que destaca sin duda el retablo mayor en el presbiterio, obra de Bernardo Simón de Pineda de 1668. Es ésta una excelente pieza barroca que aparece presidida por un lienzo en el que se representa a la Virgen en el momento de hacer el milagro del Pozo Santo. A ambos lados puede verse las imágenes de Santiago, San Francisco, Santa Bárbara y San Isidoro, todas ellas creadas por el propio Simón de Pineda, otras figuras como las de san Miguel y San José, y un crucifijo del siglo XVII que corona el conjunto.
Todo el presbiterio está decorado además con pinturas del siglo XVIII que están tribuidas a Domingo Martínez y que representan distintas alegorías sobre las obras de Misericordia, y de este mismo tiempo data el altar de azulejos decorados con ángeles y flores. A los dos lados del arco toral a partir del cual se abre el presbiterio, existen dos pequeñas tablas que representan a San Roque y San Sebastián, a juego con las otras dos tablas de Santa Lucía y Santa Catalina que se encuentran en los muros de los pies.
Entre las esculturas de mayor valor artístico de esta iglesia se cita la correspondiente a la Virgen de la Alegría, una obra del año 1558 del célebre escultor Roque Balduque; una talla perteneciente a una antigua Hermandad que se extinguió en el siglo XIX por diversos motivos, entre ellos la desamortización de Juan Álvarez Mendizábal y la falta de hermanos por la dificultar de conseguir en ellos todos los requisitos que se exigían. 

### Exterior

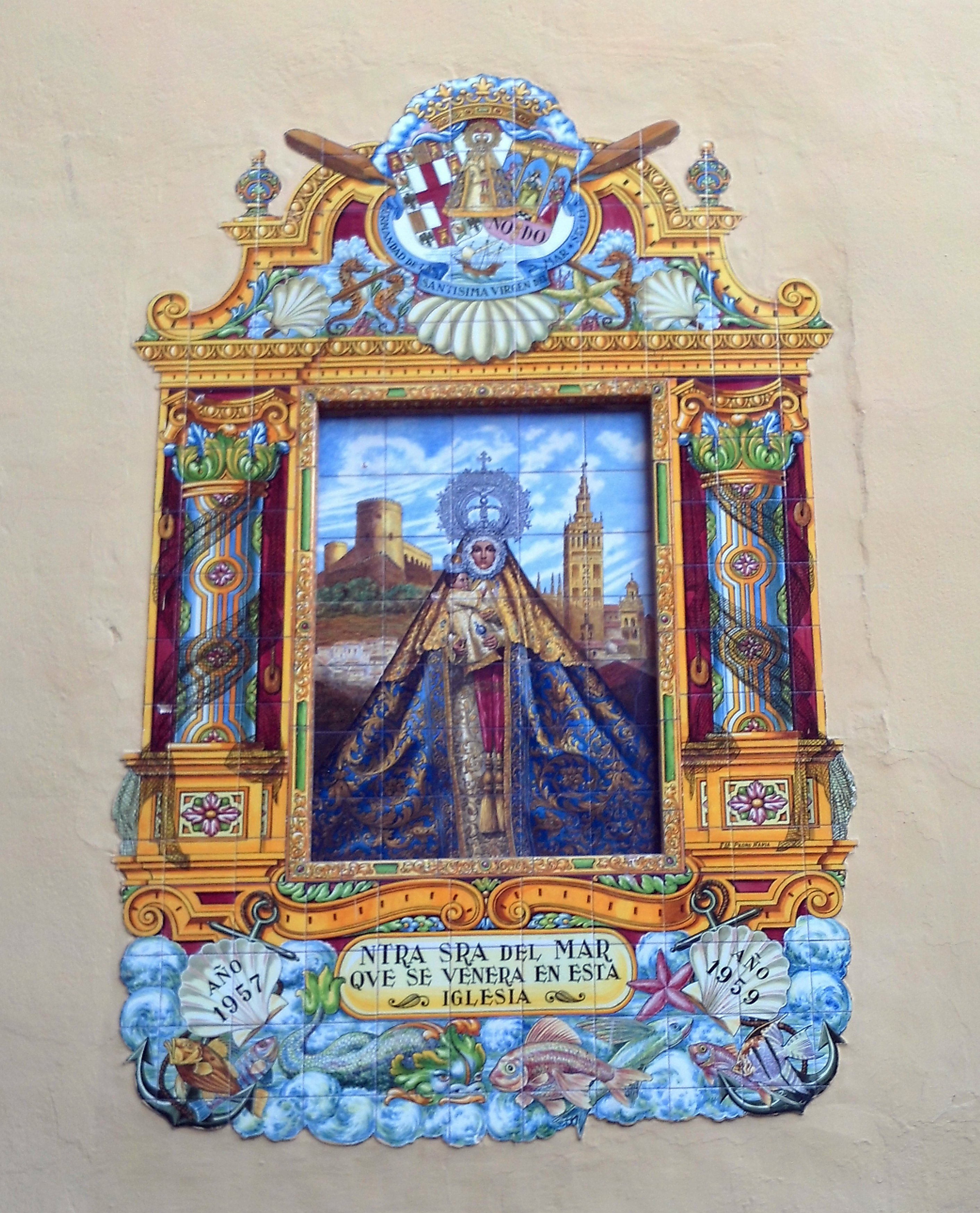
Azulejo de la Virgen del Mar, Patrona de Almería.

Al exterior muestra su portada de acceso, levantada en la nave del Evangelio.
Se trata de una portada muy sobria, levantada en dos cuerpos de altura por incluir en ella una de las ventanas laterales que se abren a la plaza de Zurbarán, que muestra dos altas pilastras enmarcando la puerta de acceso. Sobre las pilastras corre un sencillo entablamento de donde parte un frontón recto roto y el enmarcado de la ventana superior que se corona con un frontón recto completo.

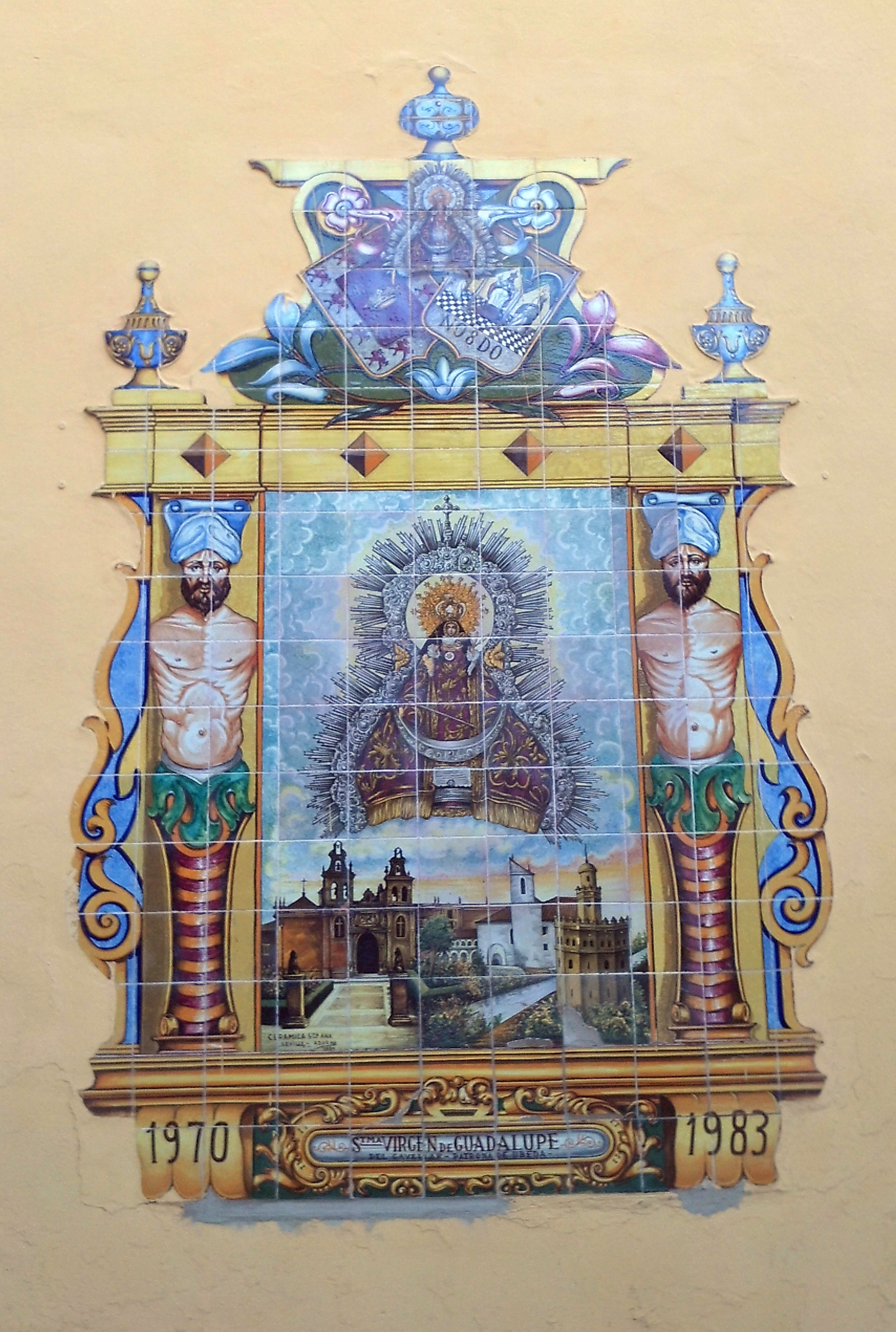
Azulejo de la Virgen de Guadalupe, patrona de Úbeda.

A ambos lados de la puerta de acceso pueden contemplarse dos hermosos retablos cerámicos con representaciones de temas marianos; uno de ellos dedicado a Nuestra Señora de Guadalupe, obra de Antonio Martínez Adorna de 1984, y el otro con la imagen de Nuestra Señora del Mar.

## Hermandades
Por esta iglesia han pasado distintas Hermandades sevillanas de penitencia a lo largo de los tiempos, algunas de ellas debido al cierre temporal de sus respectivas sedes por obra.
Entre ellas se citan aquí: la del Santo Entierro, La Amargura, La Cena, La Redención, Las Siete Palabras y el último de la Pasión. 
Actualmente la iglesia es sede canónica de la Hermandad de Nuestra Señora de Guadalupe y Hermandad de Nuestra Señora de Mar , cuya titular se venera y recibe culto en un altar de la nave de la Epístola.